# Evezés az 1988. évi nyári olimpiai játékokon
Az 1988. évi nyári olimpiai játékokon az evezésben tizennégy versenyszámban osztottak érmeket.

## Éremtáblázat
(Az egyes számoszlopok legmagasabb értéke vagy értékei vastagítással kiemelve.)
| Az 1988. évi nyári olimpiai játékok éremtáblázata evezésben | Az 1988. évi nyári olimpiai játékok éremtáblázata evezésben | Az 1988. évi nyári olimpiai játékok éremtáblázata evezésben | Az 1988. évi nyári olimpiai játékok éremtáblázata evezésben | Az 1988. évi nyári olimpiai játékok éremtáblázata evezésben | Olimpia  |
| ----------------------------------------------------------- | ----------------------------------------------------------- | ----------------------------------------------------------- | ----------------------------------------------------------- | ----------------------------------------------------------- | -------- |
|                                                             | Ország                                                      | Arany                                                       | Ezüst                                                       | Bronz                                                       | Összesen |
| 1.                                                          | NDK (GDR)                                                   | 8                                                           | 1                                                           | 1                                                           | 10       |
| 2.                                                          | Olaszország (ITA)                                           | 2                                                           | 0                                                           | 0                                                           | 2        |
| 3.                                                          | Románia (ROU)                                               | 1                                                           | 4                                                           | 2                                                           | 7        |
| 4.                                                          | NSZK (FRG)                                                  | 1                                                           | 1                                                           | 1                                                           | 3        |
| 5.                                                          | Nagy-Britannia (GBR)                                        | 1                                                           | 0                                                           | 1                                                           | 2        |
| 6.                                                          | Hollandia (NED)                                             | 1                                                           | 0                                                           | 0                                                           | 1        |
|                                                             |                                                             |                                                             |                                                             |                                                             |          |
| 7.                                                          | Egyesült Államok (USA)                                      | 0                                                           | 2                                                           | 1                                                           | 3        |
| 7.                                                          | Szovjetunió (URS)                                           | 0                                                           | 2                                                           | 1                                                           | 3        |
| 9.                                                          | Bulgária (BUL)                                              | 0                                                           | 1                                                           | 2                                                           | 3        |
| 10.                                                         | Kína (CHN)                                                  | 0                                                           | 1                                                           | 1                                                           | 2        |
| 11.                                                         | Norvégia (NOR)                                              | 0                                                           | 1                                                           | 0                                                           | 1        |
| 11.                                                         | Svájc (SUI)                                                 | 0                                                           | 1                                                           | 0                                                           | 1        |
|                                                             |                                                             |                                                             |                                                             |                                                             |          |
| 13.                                                         | Új-Zéland (NZL)                                             | 0                                                           | 0                                                           | 3                                                           | 3        |
| 14.                                                         | Jugoszlávia (YUG)                                           | 0                                                           | 0                                                           | 1                                                           | 1        |
|                                                             |                                                             |                                                             |                                                             |                                                             |          |
| Összesen                                                    | Összesen                                                    | 14                                                          | 14                                                          | 14                                                          | 42       |

## Férfi

### Éremtáblázat
(A rendező ország csapata eltérő háttérszínnel, az egyes számoszlopok legmagasabb értéke vagy értékei vastagítással kiemelve.)
| Az 1988. évi nyári olimpiai játékok éremtáblázata férfi evezésben | Az 1988. évi nyári olimpiai játékok éremtáblázata férfi evezésben | Az 1988. évi nyári olimpiai játékok éremtáblázata férfi evezésben | Az 1988. évi nyári olimpiai játékok éremtáblázata férfi evezésben | Az 1988. évi nyári olimpiai játékok éremtáblázata férfi evezésben | Olimpia  |
| ----------------------------------------------------------------- | ----------------------------------------------------------------- | ----------------------------------------------------------------- | ----------------------------------------------------------------- | ----------------------------------------------------------------- | -------- |
|                                                                   | Ország                                                            | Arany                                                             | Ezüst                                                             | Bronz                                                             | Összesen |
| 1.                                                                | NDK (GDR)                                                         | 3                                                                 | 1                                                                 | 5                                                                 | 9        |
| 2.                                                                | Olaszország (ITA)                                                 | 2                                                                 | 0                                                                 | 0                                                                 | 2        |
| 3.                                                                | NSZK (FRG)                                                        | 1                                                                 | 1                                                                 | 1                                                                 | 3        |
| 4.                                                                | Nagy-Britannia (GBR)                                              | 1                                                                 | 0                                                                 | 1                                                                 | 2        |
| 5.                                                                | Hollandia (NED)                                                   | 1                                                                 | 0                                                                 | 0                                                                 | 1        |
|                                                                   |                                                                   |                                                                   |                                                                   |                                                                   |          |
| 6.                                                                | Románia (ROU)                                                     | 0                                                                 | 2                                                                 | 0                                                                 | 2        |
| 7.                                                                | Egyesült Államok (USA)                                            | 0                                                                 | 1                                                                 | 1                                                                 | 2        |
| 7.                                                                | Szovjetunió (URS)                                                 | 0                                                                 | 1                                                                 | 1                                                                 | 2        |
| 9.                                                                | Norvégia (NOR)                                                    | 0                                                                 | 1                                                                 | 0                                                                 | 1        |
| 9.                                                                | Svájc (SUI)                                                       | 0                                                                 | 1                                                                 | 0                                                                 | 1        |
|                                                                   |                                                                   |                                                                   |                                                                   |                                                                   |          |
| 11.                                                               | Új-Zéland (NZL)                                                   | 0                                                                 | 0                                                                 | 2                                                                 | 2        |
| 12.                                                               | Jugoszlávia (YUG)                                                 | 0                                                                 | 0                                                                 | 1                                                                 | 1        |
|                                                                   |                                                                   |                                                                   |                                                                   |                                                                   |          |
| Összesen                                                          | Összesen                                                          | 8                                                                 | 8                                                                 | 8                                                                 | 24       |

### Érmesek
| Az 1988. évi nyári olimpiai játékok érmesei férfi evezésben | | | |
| Versenyszám                                                 | Arany | Ezüst | Bronz |
| Egypárevezős                                                | Thomas Lange · NDK (GDR) | Peter-Michael Kolbe · NSZK (FRG) | Erik Verdonk · Új-Zéland (NZL) |
| Kétpárevezős                                                | Hollandia (NED) · Nico Rienks · Ronald Florijn | Svájc (SUI) · Beat Schwerzmann · Ueli Bodenmann | Szovjetunió (URS) · Olekszandr Marcsenko · Vaszil Jakusa |
| Kormányos nélküli kettes                                    | Nagy-Britannia (GBR) · Andy Holmes · Steve Redgrave | Románia (ROU) · Dănuţ Dobre · Dragoş Neagu | Jugoszlávia (YUG) · Sadik Mujkič · Bojan Prešern |
| Kormányos kétevezős                                         | Olaszország (ITA) · Giuseppe di Capua · Carmine Abbagnale · Giuseppe Abbagnale                                                                                              | NDK (GDR) · Mario Streit · Detlef Kirchhoff · René Rensch | Nagy-Britannia (GBR) · Patrick Sweeney · Andy Holmes · Steve Redgrave |
| Négypárevezős                                               | Olaszország (ITA) · Agostino Abbagnale · Davide Tizzano · Gianluca Farina · Piero Poli                                                                                      | Norvégia (NOR) · Alf Hansen · Rolf Thorsen · Lars Bjønness · Vetle Vinje | NDK (GDR) · Jens Köppen · Steffen Zühlke · Steffen Bogs · Heiko Habermann |
| Kormányos nélküli négyes                                    | NDK (GDR) · Roland Schröder · Ralf Brudel · Olaf Förster · Thomas Greiner                                                                                                   | Egyesült Államok (USA) · Raoul Rodriguez · Thomas Bohrer · Richard Kennelly · David Krmpotich                                                                                                  | NSZK (FRG) · Guido Grabow · Volker Grabow · Norbert Keßlau · Jörg Puttlitz |
| Kormányos négyes                                            | NDK (GDR) · Bernd Niesecke · Hendrik Reiher · Karsten Schmelling · Bernd Eichwurzel · Frank Klawonn                                                                         | Románia (ROU) · Dimitrie Popescu · Ioan Șnep · Vasile Tomoiagă · Lavrenszki László · Valenti Robu                                                                                              | Új-Zéland (NZL) · Chris White · Ian Wright · Andrew Bird · Greg Johnston · George Keyes |
| Nyolcas                                                     | NSZK (FRG) · Bahne Rabe · Eckhardt Schultz · Ansgar Wessling · Wolfgang Maennig · Matthias Mellinghaus · Thomas Möllenkamp · Thomas Domian · Armin Eichholz · Manfred Klein | Szovjetunió (URS) · Venyiamin But · Mikola Komarov · Vaszilij Tyihonov · Alekszandr Dumcsev · Pavlo Hurkovszkij · Viktor Gyiduk · Viktor Omeljanovics · Andrej Vasziljev · Alekszandr Lukjanov | Egyesült Államok (USA) · Michael F. Teti · Jonathan S. Smith · Edward B. Patton · John D. Rusher · Peter Nordell · Jeffrey McLaughlin · W. Douglas Burden · John Pescatore · Seth D. Bauer |

## Női

### Éremtáblázat
(A rendező ország csapata eltérő háttérszínnel, az egyes számoszlopok legmagasabb értéke vagy értékei vastagítással 
kiemelve.)
| Az 1988. évi nyári olimpiai játékok éremtáblázata női evezésben | Az 1988. évi nyári olimpiai játékok éremtáblázata női evezésben | Az 1988. évi nyári olimpiai játékok éremtáblázata női evezésben | Az 1988. évi nyári olimpiai játékok éremtáblázata női evezésben | Az 1988. évi nyári olimpiai játékok éremtáblázata női evezésben | Olimpia  |
| --------------------------------------------------------------- | --------------------------------------------------------------- | --------------------------------------------------------------- | --------------------------------------------------------------- | --------------------------------------------------------------- | -------- |
|                                                                 | Ország                                                          | Arany                                                           | Ezüst                                                           | Bronz                                                           | Összesen |
| 1.                                                              | NDK (GDR)                                                       | 5                                                               | 0                                                               | 0                                                               | 5        |
| 2.                                                              | Románia (ROU)                                                   | 1                                                               | 2                                                               | 2                                                               | 5        |
|                                                                 |                                                                 |                                                                 |                                                                 |                                                                 |          |
| 3.                                                              | Bulgária (BUL)                                                  | 0                                                               | 1                                                               | 2                                                               | 3        |
| 4.                                                              | Kína (CHN)                                                      | 0                                                               | 1                                                               | 1                                                               | 2        |
| 5.                                                              | Egyesült Államok (USA)                                          | 0                                                               | 1                                                               | 0                                                               | 1        |
| 5.                                                              | Szovjetunió (URS)                                               | 0                                                               | 1                                                               | 0                                                               | 1        |
|                                                                 |                                                                 |                                                                 |                                                                 |                                                                 |          |
| 7.                                                              | Új-Zéland (NZL)                                                 | 0                                                               | 0                                                               | 1                                                               | 1        |
|                                                                 |                                                                 |                                                                 |                                                                 |                                                                 |          |
| Összesen                                                        | Összesen                                                        | 6                                                               | 6                                                               | 6                                                               | 18       |

### Érmesek
| Az 1988. évi nyári olimpiai játékok érmesei női evezésben | | | |
| Versenyszám                                               | Arany | Ezüst | Bronz |
| Egypárevezős                                              | Jutta Behrendt · NDK (GDR) | Anne Marden · Egyesült Államok (USA) | Magdalena Georgieva · Bulgária (BUL) |
| Kétpárevezős                                              | NDK (GDR) · Birgit Peter · Martina Schröter | Románia (ROU) · Elisabeta Oleniuc-Lipă · Veronica Cogeanu | Bulgária (BUL) · Sztefka Madina · Violeta Ninova |
| Kormányos nélküli kettes                                  | Románia (ROU) · Olga Homeghi · Rodica Arba | Bulgária (BUL) · Radka Sztojanova · Lalka Berberova | Új-Zéland (NZL) · Nicola Payne · Lynley Hannen |
| Négypárevezős                                             | NDK (GDR) · Kerstin Förster · Kristina Mundt · Beate Schramm · Jana Sorgers                                                                                | Szovjetunió (URS) · Irina Kalimbet · Szvitlana Mazij · Inna Frolova · Antonyina Dumcseva                                                                                | Románia (ROU) · Anișoara Dobre-Bălan · Anișoara Minea · Veronica Cogeanu · Elisabeta Oleniuc-Lipă |
| Kormányos négyes                                          | NDK (GDR) · Martina Walther · Gerlinda Dobershütz · Carola Hornig · Birte Siech · Sylvia Rose                                                              | Kína (CHN) · Csang Hsziang-hua (Zhang Xianghua) · Hu Ja-tung (Hu Yadong) · Jang Hsziao (Yang Xiao) · Csou Sou-jing (Zhou Shouying) · Li Zsung-hua (Li Ronghua)          | Románia (ROU) · Mărioara Trașcă · Veronica Necula · Herta Anitaș · Doina Șnep-Bălan · Ecaterina Oancia |
| Nyolcas                                                   | NDK (GDR) · Annegret Strauch · Judith Ziedler · Kathrin Haacker · Ute Wild · Anja Kluge · Betrix Schröer · Ramona Balthasar · Uta Stange · Daniela Meunast | Románia (ROU) · Doina Șnep-Bălan · Veronica Necula · Herta Anitaș · Mărioara Trașcă · Adriana Bazon · Mihaela Armășescu · Rodica Arba · Olga Homeghi · Ecaterina Oancia | Kína (CHN) · Han Ja-csin (Han Yaqin) · Ho Jen-ven (He Yanwen) · Hu Ja-tung (Hu Yadong) · Jang Hsziao (Yang Xiao) · Csang Hsziang-hua (Zhang Xianghua) · Csang Ja-li (Zhang Yali) · Csou Sou-jing (Zhou Shouying) · Csou Hsziu-hua (Zhou Xiuhua) · Li Zsung-hua (Li Ronghua) |